# Boris Giltburg
Boris Giltburg (* 1984 Moskva) je rusko-izraelský pianista.
Od svých pěti let se učil hře na klavír, zprvu u své matky, později u Arie Vardiho v Tel Avivu.
V roce 2011 získal stříbrnou cenu v mezinárodní interpretační soutěži Arthura Rubinsteina a v roce 2013 také první cenu v Soutěži královny Alžběty v Bruselu.
Jeho nahrávka Prokofjevových „válečných“ sonát pro značku Orchid v roce 2012 se dostala do užšího výběru cen kritiků Classical Brits. V roce 2015 uzavřel dlouhodobý nahrávací kontrakt s vydavatelstvím Naxos Records. Se svou první koncertní nahrávkou z roku 2016 (Šostakovičovy koncerty s Royal Liverpool Philharmonic) získal Zlatou ladičku (Diapason d'Or). V roce 2017 spolu s Haasovým kvartetem nahrál Dvořákův Klavírní kvintet č. 2 A dur. Nahrávku značky Supraphon vysoce hodnotil časopis BBC i Sunday Times a v roce 2018 byla rovněž oceněna Zlatou ladičkou.